# Spinazzola
Spinazzola är en ort och kommun i provinsen Barletta-Andria-Trani i regionen Apulien i Italien. Kommunen hade 6 515 invånare (2017).